# 今井智大
今井 智大（いまい ともひろ、1988年9月18日 - ）は、日本のTikToker、YouTuber。元同人作家。宇宙クラスタの主要人物であり、自称「核兵爺(かくへいじい)」「ともにゃん」。三重県出身で東京都在住。血液型はO型。結婚はしていない。
TikTokやYouTubeでは「核兵爺★今井智大ともに」として、世界各国のミサイルや戦闘機など、軍事兵器を分かりやすく解説するコンテンツを投稿している。

## 概要
原子力や宇宙開発に関する同人誌やウェブサイト、イラストを趣味で制作している。趣味でこうした分野を扱う人物は珍しいこともあり、活動がテレビや新聞等でも取り上げられている。また、ドラマで劇中に登場する核兵器に関する監修なども行った。ロゴマークの制作も行っており、日本惑星協会や、米国NASAの火星探査関連のプロジェクトでも使用されており、宇宙クラスタの主要人物となっている。2014年には法的規制の範囲内で光電変換方式の原子力電池の自作に成功している。過去には都内での講演やトークショー等にもゲスト参加している。
幼少期から絵を描くのが好きで、パソコンに興味を持ったのもパソコンで絵を描きたいというのがきっかけ。ゴシック・ロリィタ服や学生服等が好きで、多数を保有し、女装するほかイラストで描いたりもしている。なお、コミックマーケットで女装している様子が衛星テレビ放送のアニメ専門チャンネルアニマックスで「石油王」と共に放映された事もある。
鉄道写真の撮影を楽しむ「撮り鉄」でもあり、写真が鉄道雑誌に掲載されたこともある。

## 人物・エピソード
小学生の頃に原子力発電所を見学した事がきっかけで無類の原子力マニアとなる。原子力発電所のみならず核兵器関連技術や再処理工場、核融合実験施設、ウラン濃縮等の同位体分離などにも興味を示し、原子核反応を生じさせる機器やそれに関連する施設全般を好む。機器や装置に関する技術を興味の対象としており、原子力の社会的な是非や政治的な問題については疎く、言及することはまず無い。
自分が興味を持った事に対して非常に執着する性格で、YouTubeでは30分ほど高エネルギー兵器について語っている様子が公開されている。一方で幼少期から集中力が無く、忘れ物や遅刻も非常に多く、勉強もスポーツも苦手である。友人たちからはよく声が大きい、うるさい、落ち着きが無いと言われる。大人になっても自由奔放で子供っぽい性格のため、弟がいても「全く兄らしさがない」と評されている。そのため、自身の発言や著書の正確性は欠けているところが多分にあり、何度かTwitterで炎上したこともある。
原子力や軍事、宇宙開発などに興味を示すも算数や数学が苦手であったことから、そうした理工系の分野に進むことは考えられなかったという。
興味の無い事はあまり努力しないタイプであり、三重県立津商業高校に通うも重要な科目である簿記は百点満点中3点しか取れなかった。夏休みに行った初めてのアルバイトは2週間で無断退職した。夏休みの宿題を提出したのが11月の末頃という事もあった。ゲームやアニメに関しては、プレイ・視聴が長続きしないことが多いが、好きになった作品に関しては何度も繰り返し楽しんでいるという。
大同大学情報学部情報デザイン学科卒業後は親友の紹介で念願だった東京での就職に成功。女装に関しては、親しい友人たちからは「クオリティが低い」と評されている。自作パソコンも趣味の一つであり、業務用の5.25インチMOドライブや、LTOテープドライブを個人所有している。しばしば女子会に参加している。

## 作品・執筆・監修等
- 日本惑星協会ロゴデザイン（2016）
- 日本原子力学会 若手連絡会ロゴデザイン・ウェブデザイン（2016）
- NASA「AI4Mars」プロジェクトロゴデザイン（2020）[19]
- 『旧ソ連遺産』（2017年、三才ブックス） ISBN 978-4-86199-986-4 ソビエト・ロシアの原子力施設解説
- 『ラジオライフ2018年3月号』（三才ブックス）「ソ連・ロシア特殊原子炉の世界」
- 配信ドラマ『ミス・シャーロック/Miss Sherlock』核兵器監修

## 同人活動
「隙間科学研究所」（2012年頃～）のほか、「東方旅客鉄道」（2009年頃～）でも活動を行っている。コスプレイヤーとしての参加も見られる。2016年冬のコミックマーケット91では原子力関連同人誌の需要増からシャッター前（大手）に配置となった。
かつては原子力や宇宙開発に関する同人誌の発行を行っていたが、現在は彼自身の抱き枕カバー等のグッズ製作に注力している。2021年11月頃には、実に3年ぶりとなる同人誌としてイラスト集「NUCLEOИ」を発行した。
その他、大学時代の友人グループ「クズの会」のメンバーがコミックマーケット等にサークル出展する際に、イラストや4コマ漫画を寄稿することもある。

## 関連リンク
- 今井智大の原子力「ともにゃんねる」（公式サイト）
- 今井智大 (@tomo_nyan) - TikTok
- ともにゃんねる【今井智大】（公式YouTubeチャンネル）
- 5分でわかる原子力
- 今井智大原子力